# 野間埼灯台
野間埼灯台（のまさきとうだい）は、愛知県知多郡美浜町の野間崎に立つ中型灯台である。管轄は海上保安庁第四管区海上保安本部。地元では野間灯台（のまとうだい）という通称でも知られる。

## 歴史
初点灯は1921年（大正10年）3月1日であり、愛知県最古の灯台とされる。建物は無筋コンクリート造という珍しい構造であり、高さは18メートル、下部外径は3.8メートル、壁厚は0.92メートルである。灯台内部は五層になっている。
2008年（平成20年）には野間埼灯台機器改良改修工事が行われた。第5フレネル式レンズはLED灯器に交換され、光度は15,000カンデラから590カンデラに弱まり、光達距離は約25kmから約15kmに短くなったものの、省電力化されて災害にも強くなった。この時交換されたフレネルレンズは三重県にある大王埼灯台に資料として保管されていたが、美浜町に寄贈されていた名古屋港防波堤灯台のレンズと交換する形で、2022年に里帰りし、現在は野間埼灯台近くの、食と健康の館で展示されている。
2021年（令和3年）には初点灯100周年を迎え、記念式典の開催や記念冊子の制作が行われた。「美浜まちラボ」が保存や活用に取り組んでおり、2022年（令和4年）には海上保安庁によって「美浜まちラボ」が航路標識協力団体に認定されたことで、同年のゴールデンウィークには試験的に一般公開を実施して人気を集めた。同年6月29日には登録有形文化財に登録された。美浜町では野間郵便局旧局舎に次いで2件目の登録有形文化財である。
2013年（平成25年）から愛知登文会などが毎年秋に開催している「あいちのたてもの博覧会」（あいたて博）では、2022年（令和4年）から野間埼灯台も参加している。

## 恋愛成就のジンクス
野間埼灯台は恋愛成就のジンクスでも知られる。灯台の周りは高さ2.5メートルある鉄製の柵で囲まれており、この柵に恋人同士で南京錠を掛けると恋愛が成就するというジンクスが雑誌などで紹介されて広まり、野間埼灯台を訪れる人が増えたことで、南京錠の重みで柵が倒壊する事故が起こった。2000年（平成12年）4月、美浜町は灯台脇の小公園に、恋之水神社から譲り受けた石材で造られた「恋の鍵塚」を設置したが、認知度は低く効果は上がらなかった。
2011年（平成23年）10月30日、美浜町と日本福祉大学が共同で、南京錠を取り付けられるアルミ製のモニュメントを制作。モニュメントは「終止線なく永遠に」という願いを込めた五線譜をモチーフとしており、「絆の音色」と名付けられた。
2012年（平成24年）11月4日、新たなモニュメントとして「絆の鐘」が設置された。

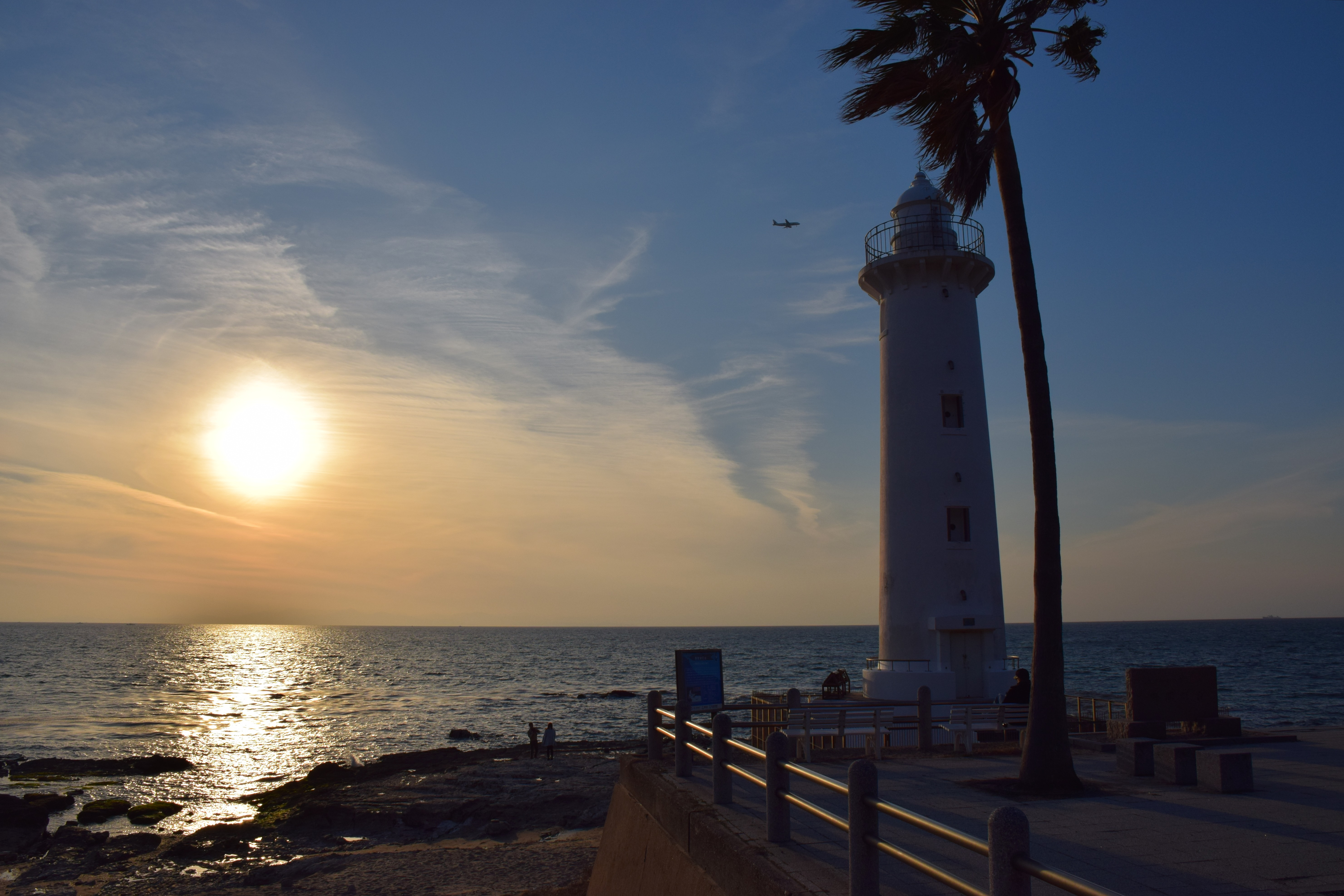
夕日と野間埼灯台
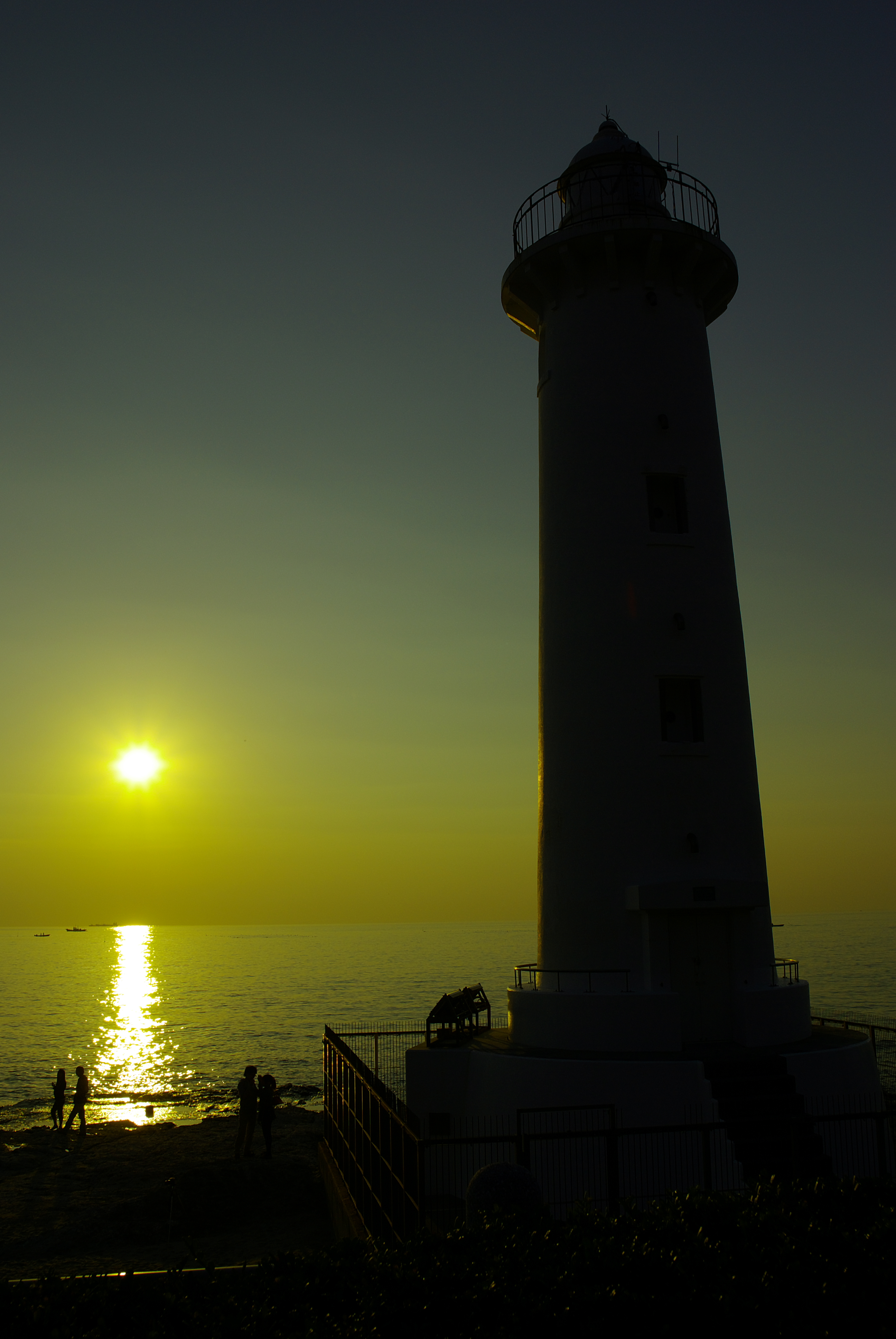
恋人達が集まる野間埼灯台
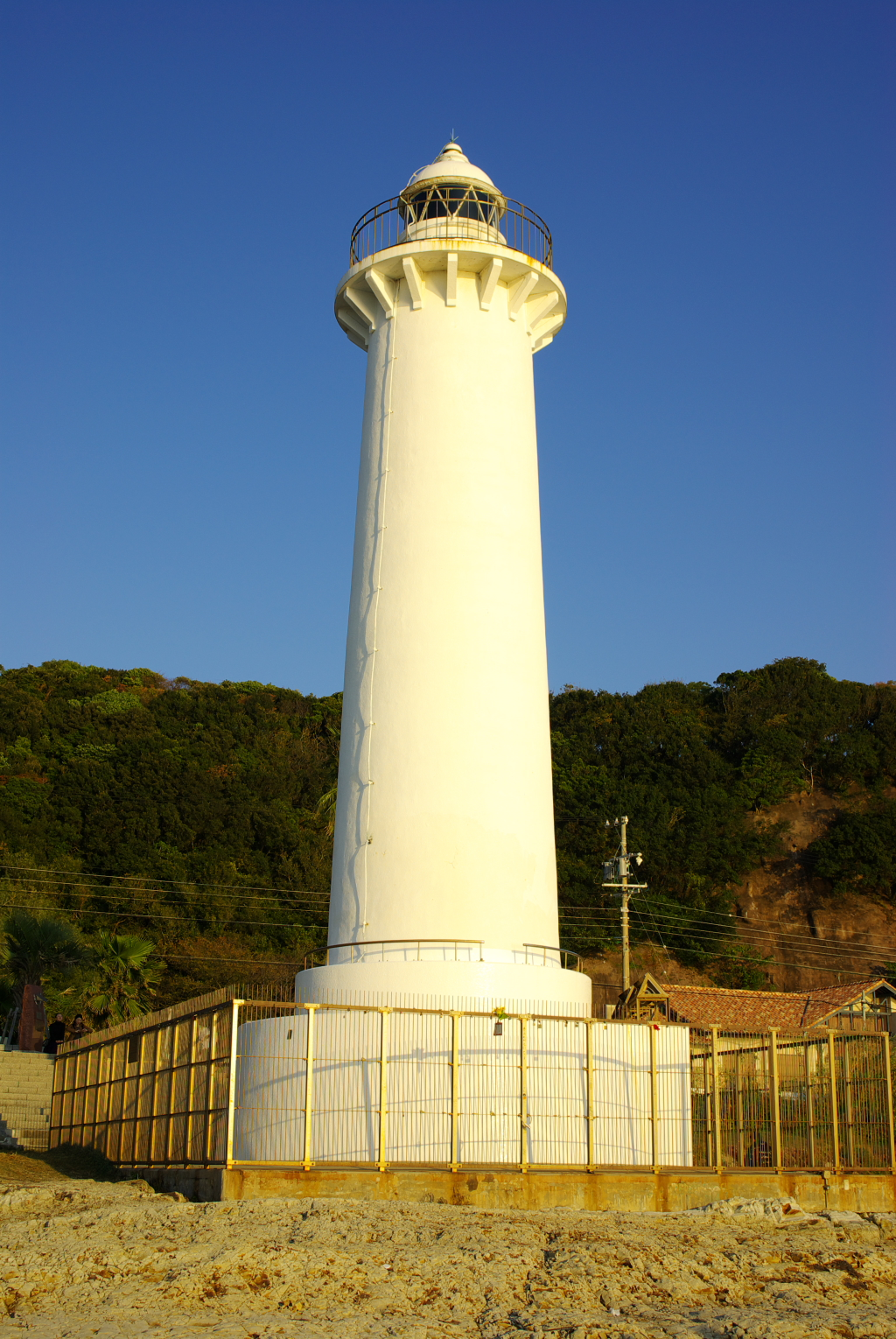
海から見た野間埼灯台

## マスコットキャラクター
- のまっキー - カモメと灯台をモチーフとした美浜町の観光PRキャラクター。絆の鐘の除幕式と同日にお披露目された[7]。

## 交通アクセス
- 名鉄知多新線野間駅から約3km
- 美浜町巡回ミニバス「野間灯台」停すぐ
- 南知多道路美浜ICから車で約20分。

灯台の向かい側、道路の反対側には有料駐車場がある。